# Piazza Vittorio (film)
Piazza Vittorio è un film del 2017 diretto da Abel Ferrara.

## Trama
Il documentario è un omaggio alla realtà multietnica di piazza Vittorio. Con una piccola troupe, Abel Ferrara intervista gli abitanti del posto, compreso l'amico Willem Dafoe e il regista romano Matteo Garrone.

## Critica
| Recensione     | Giudizio |
| -------------- | -------- |
| IMDb           | 6.2/10   |
| MYmovies.it    | 3/5      |
| Letterboxd.com | 3.2/5    |

Il sito MyMovies.it commenta il film sottolineando come «Ferrara prova a raccontare delle realtà socioculturali distanti da quelle in cui si è formato».
La rivista Sentieri Selvaggi elogia il lungometraggio rimarcando come «rappresenta un importante documento storico sulla confusione, lo smarrimento che viviamo nell’epoca attuale».

## Produzione
In base a quanto è riportato su un articolo de La Repubblica, il lungometraggio è stato girato nel 2016 in soli cinque giorni. Ferrara ha, inoltre, aggiunto delle riprese effettuate tramite il suo cellulare, oltre che materiale di repertorio.

## Distribuzione
Il film, in Italia, è stato distribuito in pochi e selezionati cinema indipendenti. Ha incassato in totale 15,9 mila euro.

## Retrospettive
- Presentato Fuori Concorso alla 74ª Mostra internazionale d'arte cinematografica di Venezia[6]
- In Concorso alla Viennale
- Sezione Panorama al Festival internazionale del cinema di Mar del Plata